# Yalova (cràter)
Yalova és un cràter sobre la superfície de (951) Gaspra, situat amb el sistema de coordenades planetocèntriques 29 ° de latitud nord i 10 ° de longitud est. Fa un diàmetre de 0.4 km. El nom va ser fet oficial per la UAI l'any 1994 i fa referència a Yalova, una ciutat a la Turquia amb balneari.